# Bíbicformák
A bíbicformák (Vanellinae) a lilealakúak (Charadriiformes) rendjébe, ezen belül a lilefélék (Charadriidae) családjába tartozó alcsalád.

## Rendszerezésük
Az alcsaládba 2 nem 25 faja tartozik:
- Vanellus
  - bíbic (Vanellus vanellus)

Korábban a Hemiparra nembe sorolt faj:
- levéljáró bíbic (Vanellus crassirostris)

Korábban a Anitibyx nembe sorolt faj:
- patkós bíbic (Vanellus armatus)

Korábban a Hoplopterus nembe sorolt fajok:
- tüskés bíbic (Vanellus spinosus)
- Vanellus duvaucelii

Korábban a Sarciophorus, Lobivanellus vagy Hoplopterus nembe sorolt faj:
- sisakos bíbic (Vanellus tectus)

Korábban a Lobipluvia vagy Hoplopterus nembe sorolt faj:
- malabári bíbic (Vanellus malabaricus)

Korábban a Xiphidiopterus vagy Hoplopterus nembe sorolt faj:
- fehérfejű bíbic (Vanellus albiceps)

Korábban a Stephanibyx or Hoplopterus nembe sorolt fajok:
- szavannabíbic (Vanellus lugubris)
- feketeszárnyú bíbic (Vanellus melanopterus)
- koronás bíbic (Vanellus coronatus)

Korábban a Afribyx nembe sorolt faj:
- csíkosnyakú bíbic (Vanellus senegallus)

Korábban a Tylibyx, Lobivanellus vagy Hoplopterus nembe sorolt faj:
- abesszin bíbic (Vanellus melanocephalus)

Korábban a Anomalophrys nembe sorolt faj:
- rozsdásmellű bíbic (Vanellus superciliosus)

Korábban a Microsarcops vagy Hoplopterus nembe sorolt faj:
- szürkefejű bíbic (Vanellus cinereus)

Korábban a Lobivanellus vagy Hoplopterus nembe sorolt faj:
- bibircses bíbic (Vanellus indicus)

Korábban a Rogibyx nembe sorolt faj:
- jávai bíbic (Vanellus macropterus)

Korábban a Zonifer, Lobivanellus or Hoplopterus nembe sorolt faj:
- örvös bíbic (Vanellus tricolor)

Korábban a Lobibyx, Lobivanellus vagy Hoplopterus nembe sorolt faj:
- álarcos bíbic (Vanellus miles)

Korábban a Chettusia nembe sorolt faj:
- lilebíbic (Vanellus gregarius)

Korábban a Vanellochettusia vagy Chettusia nembe sorolt faj:
- fehérfarkú lilebíbic (Vanellus leucurus)

Korábban a Hoploxypterus nembe sorolt faj:
- tarka bíbic (Vanellus cayanus)

Korábban a Belonopterus nembe sorolt faj:
- pampabíbic (Vanellus chilensis)

Korábban a Ptiloscelys vagy Belonopterus nembe sorolt faj:
- - andoki bíbic (Vanellus resplendens)

- Erythrogonys  (Gould, 1838) – 1 faj
  - barátlile (Erythrogonys cinctus)